# Dillenia parkinsonii
Dillenia parkinsonii är en tvåhjärtbladig växtart som beskrevs av Hoogl. Dillenia parkinsonii ingår i släktet Dillenia och familjen Dilleniaceae. Inga underarter finns listade i Catalogue of Life.